# 格里帕基
50°20′16″N 33°50′36″E / 50.33778°N 33.84333°E
格里帕基（烏克蘭語：Грипаки），是烏克蘭中部的村莊，隸屬波爾塔瓦州的米爾霍羅德區。該村始建於1870年，面積0.53平方公里，海拔高度166米，2001年該村落人口37。